# Albert Flamen

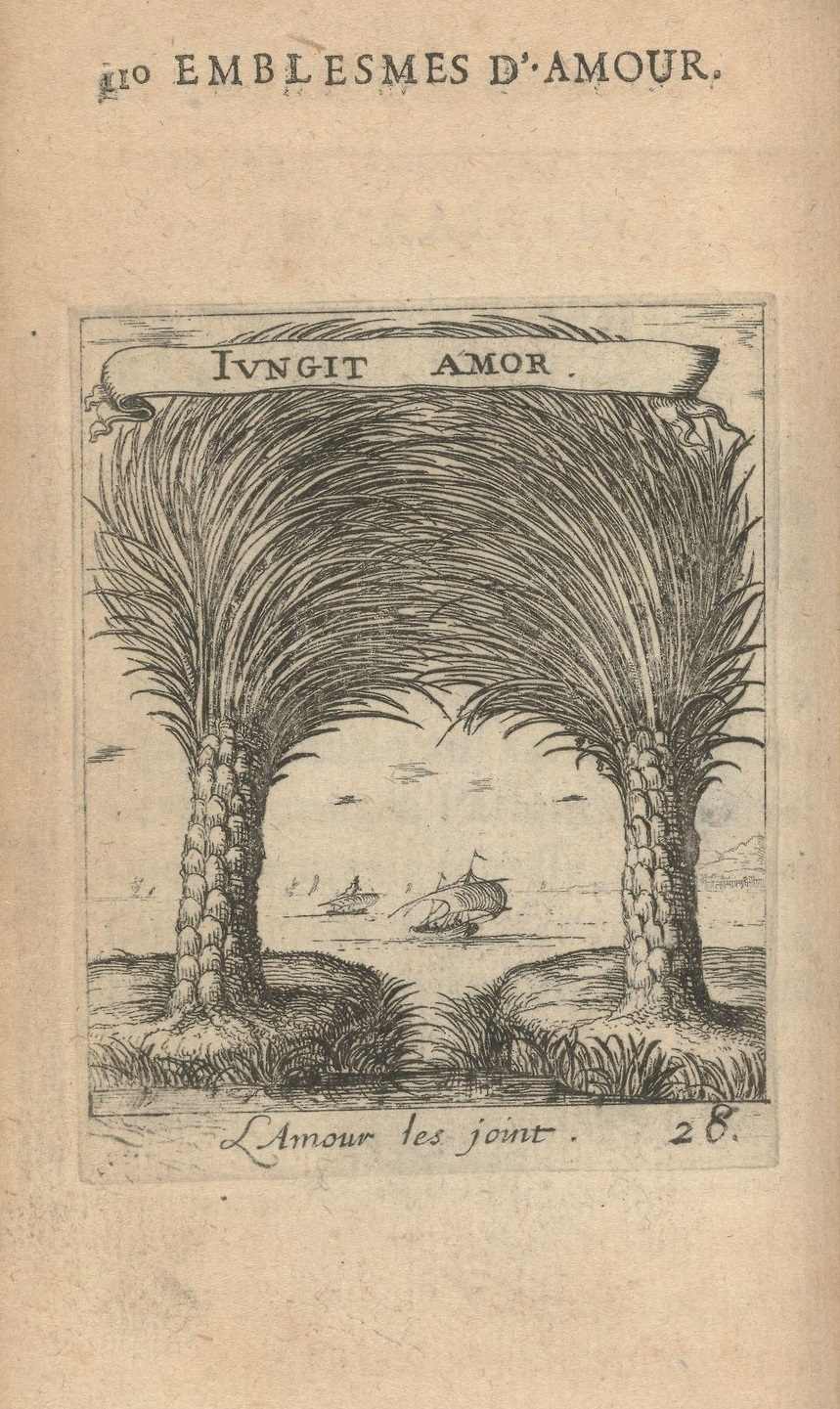
Devises et emblesmes d’amour moralisez (1672).

Albert Flamen, född omkring 1620, död cirka 1695, var en flamsk konstnär.
Flamen var verksam i Paris 1648–1669. Någon målning av honom är ej bevarad, men han har skapat omkring 600 bevarade kopparstick. Alla dessa är skapade efter egna teckningar. Bland hans motiv återkommer ofta framställningar av fåglar och fiskar. På Skoklosters slott finns fem tuschteckningar av Flamen.

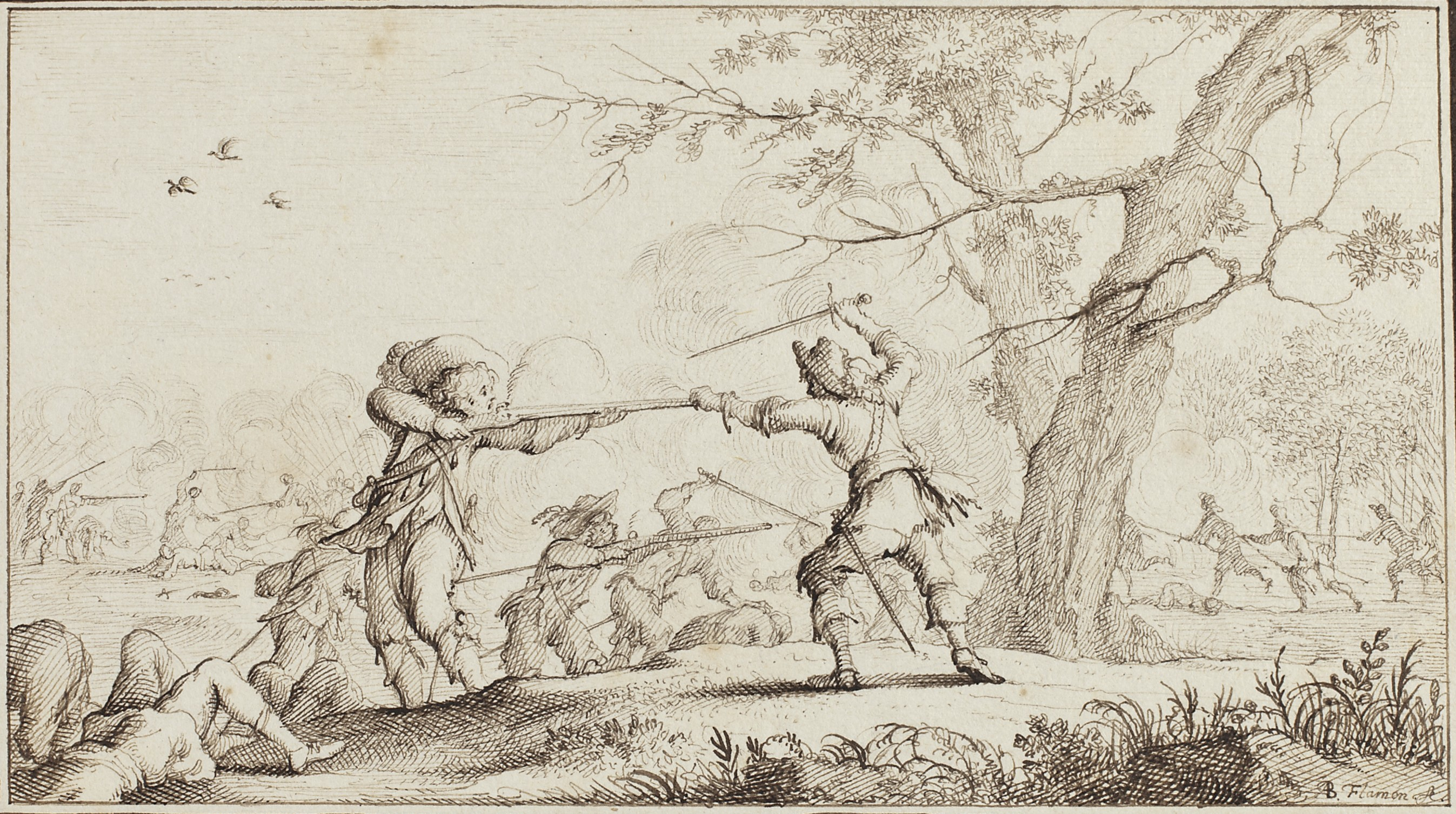
Tuschteckning föreställande fotsoldater i skogsterräng. Skoklosters slott.